# Lexus LC
La Lexus LC est une automobile de luxe produite par le constructeur automobile japonais Lexus depuis 2017. Elle est dérivée de la Lexus LS et puise son inspiration du concept-car Lexus LF-LC.

## Présentation

### Coupé

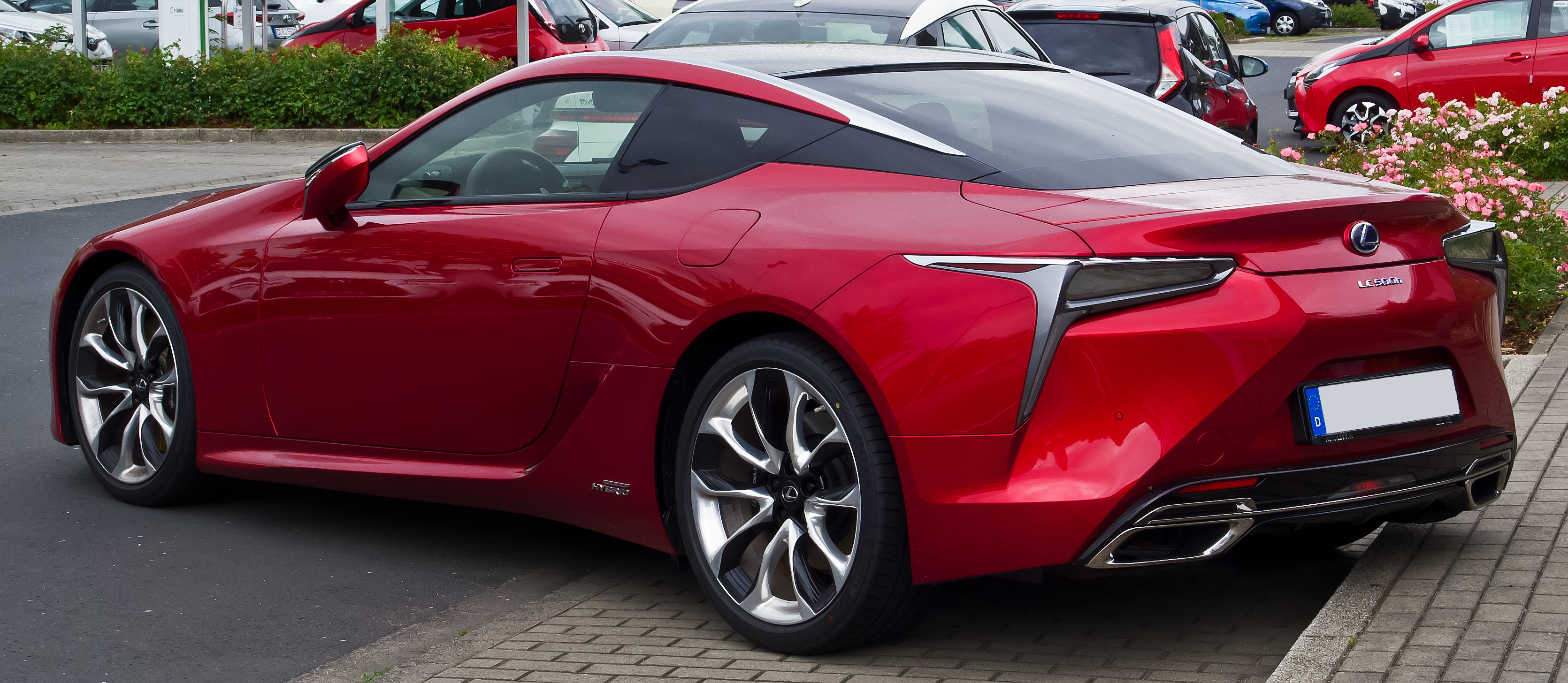
Lexus LC 500h

La Lexus LC coupé est dévoilée en janvier 2016 lors du salon de Detroit. Sa production débute en avril 2017, à l'usine de Motomachi, au Japon. Sa production pour l'Europe commence en mai 2017, dans la même usine, pour des livraisons au mois d'août 2017.

### Cabriolet

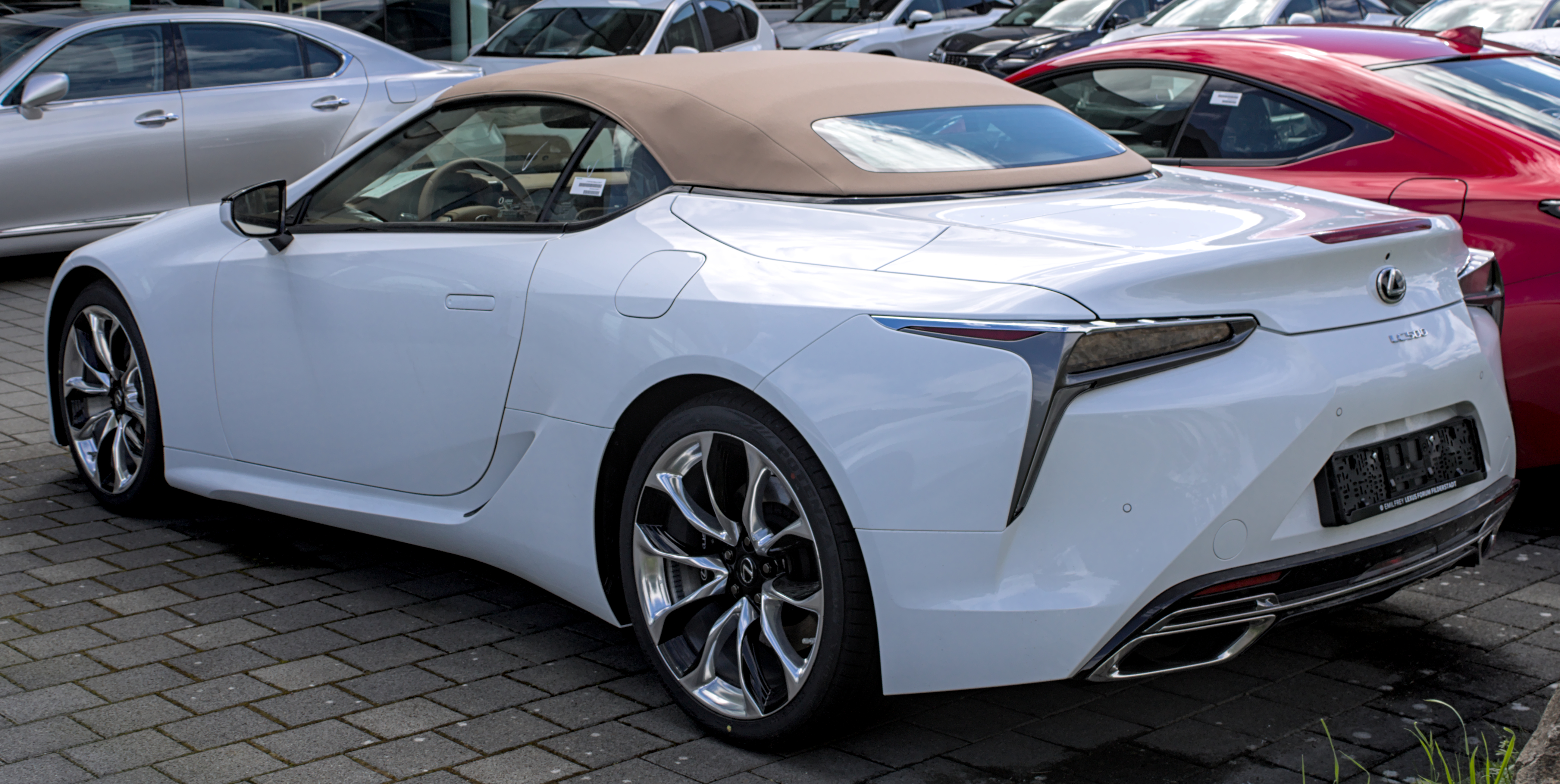
Lexus LC Cabriolet

La version cabriolet de la Lexus LC est présentée au salon de Los Angeles 2019.
La toile de capote à quatre couches, dont le mécanisme est entièrement dissimulé à l'intérieur de celle-ci, demande 15 s pour s'ouvrir jusqu'à 50 km/h (16 s en fermeture). Elle est équipée, au début de sa carrière, du V8 5.0 atmosphérique de 464 ch. La version hybride est disponible dans un second temps.

## Motorisations
Deux versions de la Lexus LC sont disponibles : LC 500 à moteur V8 essence et LC 500h à moteur V6 essence hybride.
| Version                                                    | LC 500                                             | LC 500h                                                           |
| ---------------------------------------------------------- | -------------------------------------------------- | ----------------------------------------------------------------- |
| Moteur                                                     | V8 32 soupapes                                     | Thermique : V6 24 soupapes Électrique : CA synchrone              |
| Admission                                                  | Atmosphérique                                      | Atmosphérique                                                     |
| Cylindrée (cm3)                                            | 4 969                                              | 3 456                                                             |
| Puissance maximale ch (kW)                                 | 477 (351)                                          | Combinée : 359 (264) Thermique : 299 (220) Électrique : 179 (132) |
| au régime de (tr/min)                                      | 7 100                                              | Thermique : 6 600                                                 |
| Couple maximal (N m)                                       | 540                                                | Thermique : 348 Électrique : 300                                  |
| au régime de (tr/min)                                      | 4 800                                              | Thermique : 4 900                                                 |
| Boîte de vitesses                                          | Transmission automatique DirectShift à 10 rapports | Système Multi Stage Hybrid                                        |
| Transmission                                               | Aux roues arrière (propulsion)                     | Aux roues arrière (propulsion)                                    |
| Vitesse maximale (en km/h)                                 | 270                                                | 250                                                               |
| 0-100 km/h (en s)                                          | 4,7                                                | 5,0                                                               |
| Consommation urbaine / extra-urbaine / mixte (en L/100 km) | 17,4 / 8,0 / 11,5                                  | 7,2 / 5,9 / 6,4                                                   |
| Émissions de CO2 (en g/km)                                 | 263                                                | 145                                                               |
| Masse à vide (kg)                                          | 1 935 à 1 970                                      | 1 985 à 2 020                                                     |
| Capacité du réservoir (L)                                  | 82                                                 | 82                                                                |
| Norme environnementale                                     | Euro 6                                             | Euro 6                                                            |

## Finitions
- Executive
- Sport +
- Blue Edition

### Séries spéciales
- Blue Edition
- Yellow Edition
- Kaki Edition[8]
- Aviation Special Edition (2020, Japon) / Inspiration Series (2021, États-Unis) / Coupe Black Inspiration (2022, Europe) : versions dotées d'un aileron arrière spécifique de 2 mètres de large, inspiré de l'aviation[9]
  - Coupe Black Inspiration : Sport Plus Pack + teinte de carrosserie Graphite Black (obligatoire), sièges réglables à 10 voies, sellerie cuir semi-aniline, système audio Mark Levinson avec 13 haut-parleurs, affichage tête haute, carte de démarrage, éléments en carbone (toit, seuils de porte), jantes forgées 21 pouces[9]
- Hokkaido Edition[10] : 80 exemplaires (40 coupés et 40 cabriolets).

## Concept-car

### Coupé

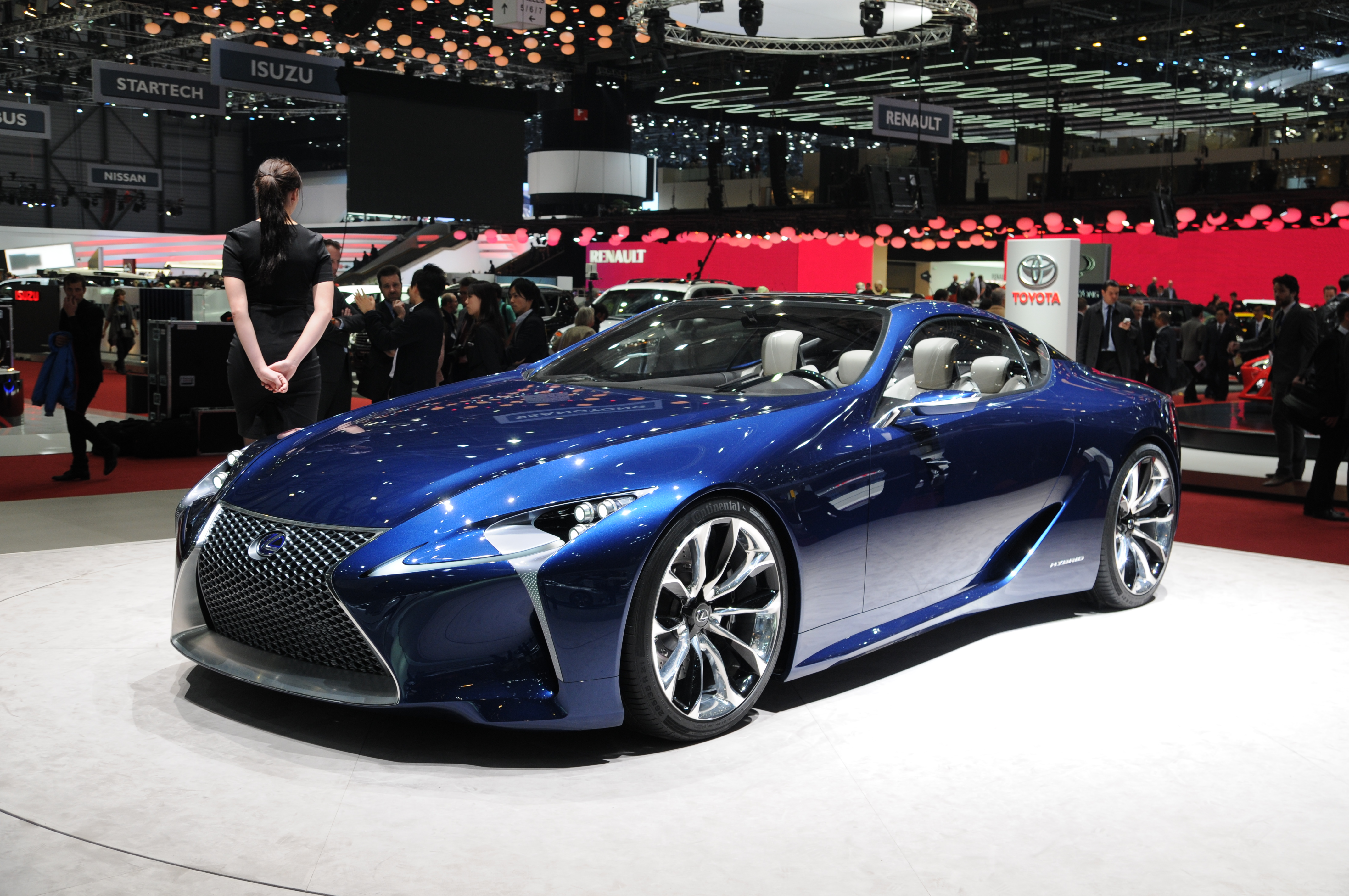
Lexus LF-LC

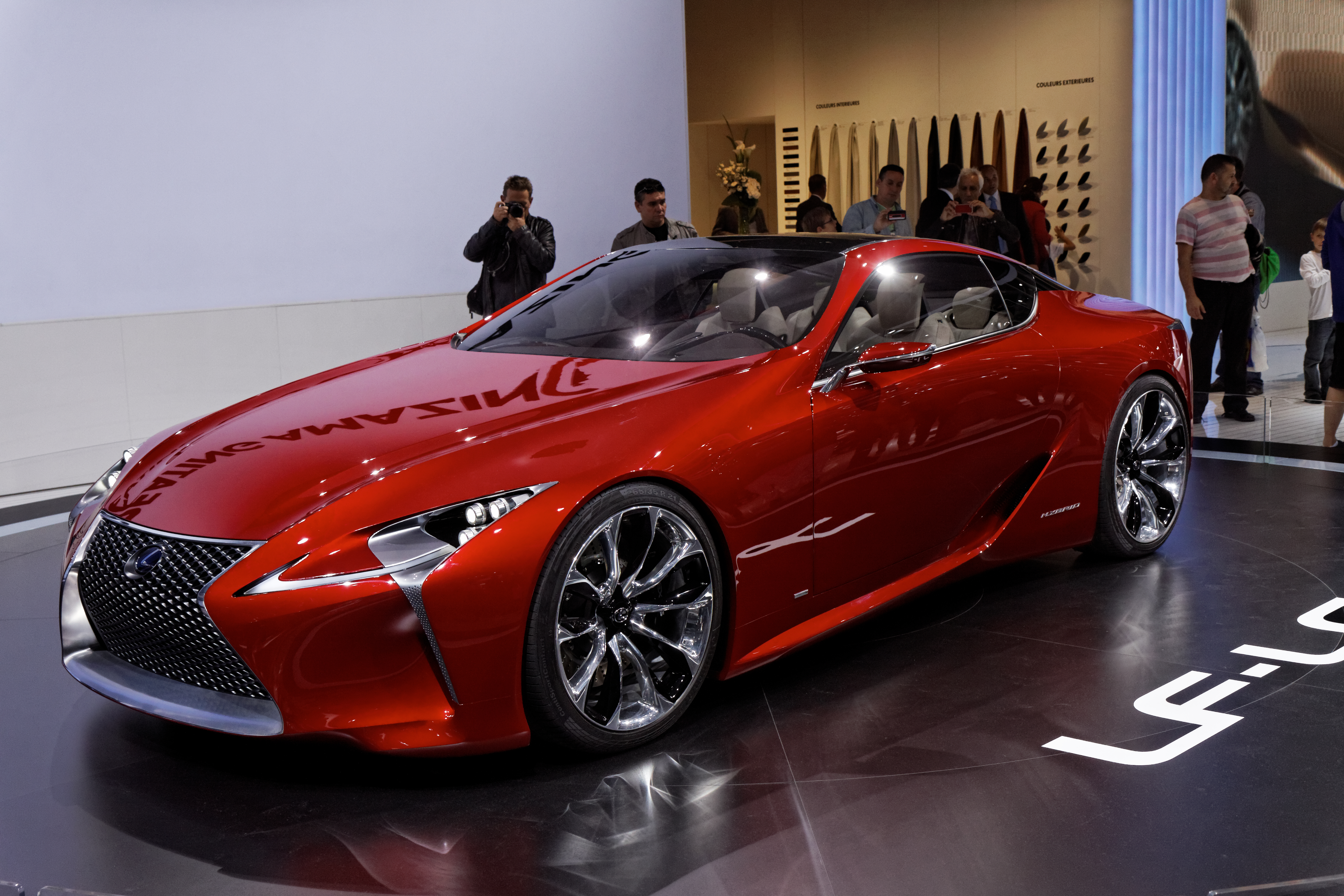
Lexus LF-LC

La Lexus LC est préfigurée par le concept-car Lexus LF-LC présenté au Salon de Détroit 2012 en bleu, puis au Mondial de l'automobile de Paris 2012 en rouge, motorisé par un quatre cylindres essence de 2,5 litres associé à un moteur électrique.

### Cabriolet

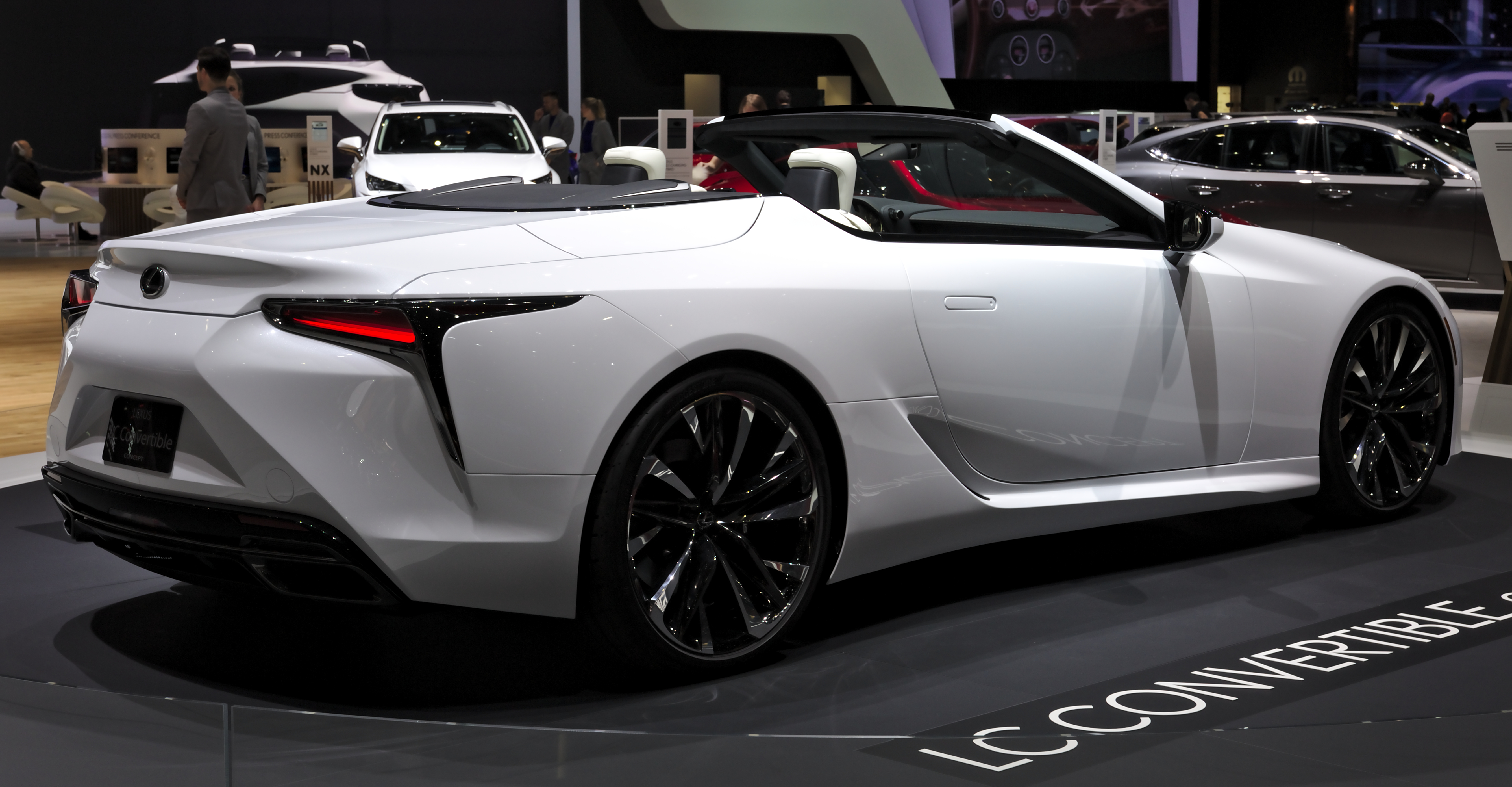
Lexus LC Convertible Concept

Au salon de Détroit 2019, Lexus présente un concept-car de cabriolet basé sur la LC et nommé Lexus LC Convertible Concept, équipé d'une capote en toile.
Le Lexus LC Convertible Concept est présenté au Concours d'Élégance du Chantilly Arts & Elegance le 30 juin 2019.
Le 5 juillet 2019 au Festival de vitesse de Goodwood, Lexus confirme la production de la LC cabriolet équipée d'une capote en toile.